# ルイ＝ニコラ・キャバ
ルイ＝ニコラ・キャバ（Louis-Nicolas Cabat、1812年12月6日 - 1893年3月13日）は、フランスの画家、版画家である。バルビゾン派の画家の一人とされる。

## 略歴
風景画家のカミーユ・フレール(1802-1868)から絵を学んだ。1833年からパリのサロンに作品を出展した.。写実的な風景画は当時の批評家の評判は良くなかったが1837年まで、スタイルを変えることは無かった。その後、1840年と1841年にサロンに出展した後、出展を止め、1845年から1846年の間はイゼール県のVoreppeの修道院で暮らした時代もあったが、1848年からは毎年、サロンに出展をするようになった
。
1863年にはバルビゾン派の画家、コンスタン・トロワイヨンやジュール・デュプレと写生の旅をした。
1867年に芸術アカデミーの会員に選ばれ、1879年から1884年の間は在ローマ・フランス・アカデミーの校長も務めた。レジオンドヌール勲章（オフィシエ）を受勲した。
パリで亡くなった。

## 作品

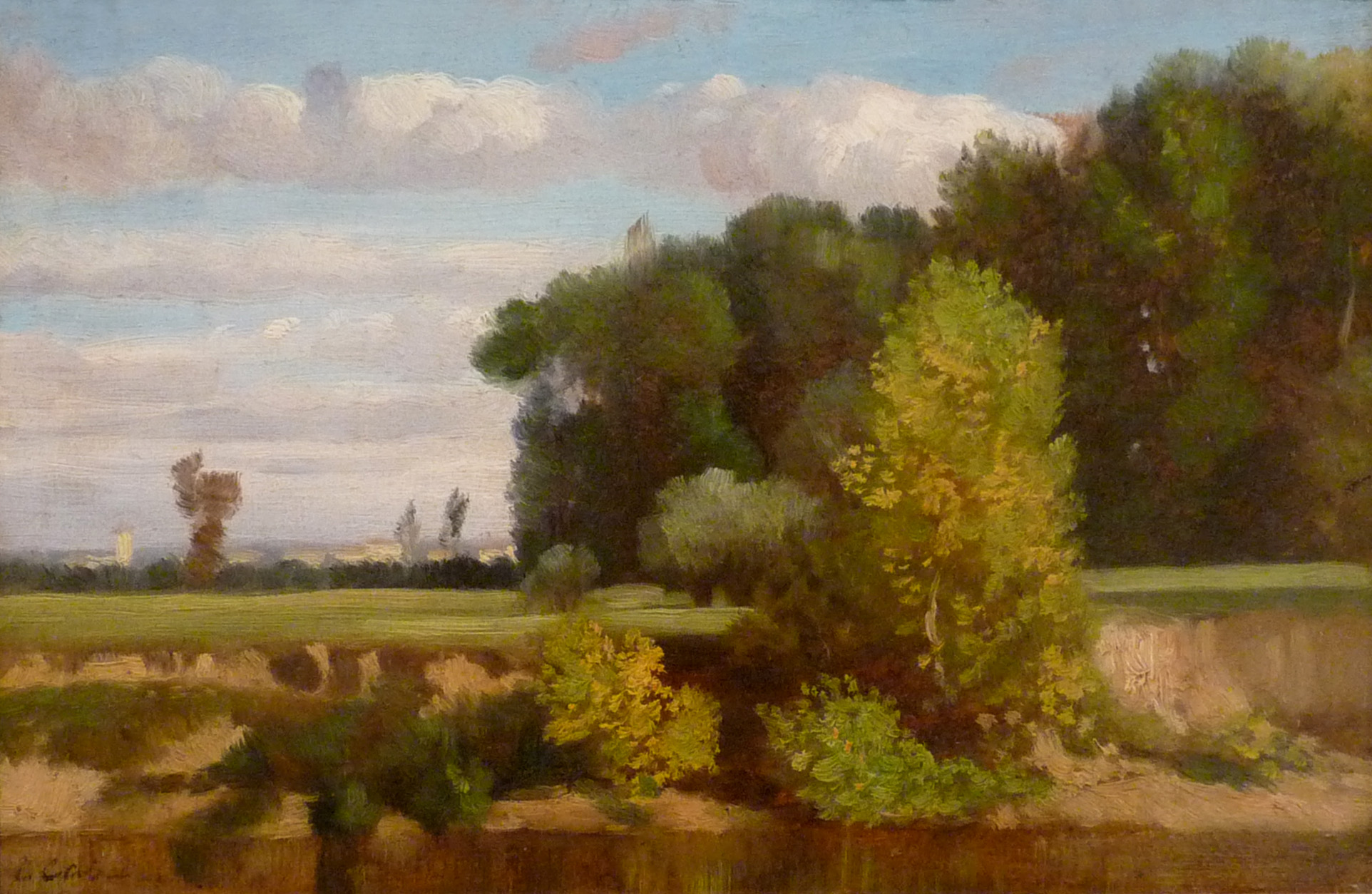
風景画 Musée des Beaux-Arts de Strasbourg
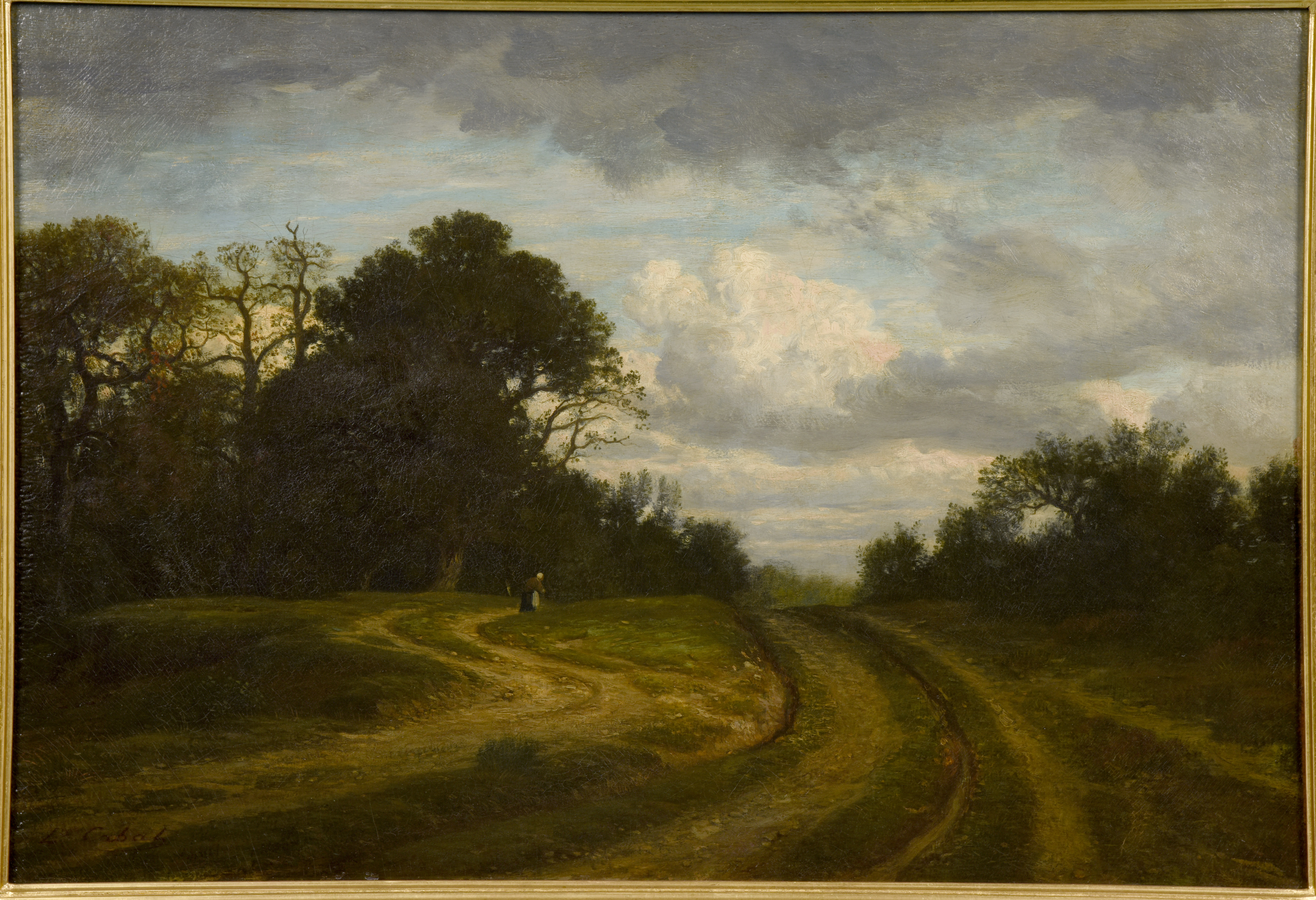
森の中の道 ランス美術館